# 마쓰이 가즈오
마쓰이 가즈오(일본어: 松井 稼頭央, 본명: 松井 和夫(동음), 1975년 10월 23일 ~ )는 일본의 전 프로 야구 선수이자 야구 지도자이다. 오사카부 히가시오사카시 출신이며 현역 시절 포지션은 내야수, 외야수였다.
현재 퍼시픽 리그인 사이타마 세이부 라이온스의 감독이다.

## 인물

### 프로 입단 전
오사카부 히가시오사카시에서 태어나 PL가쿠엔 고등학교 시절 팀의 투수로서 활약, 1992년에는 제64회 선발 고등학교 야구 대회에도 출전한 경력이 있다. 그러나 팔의 골절상을 입어 갑작스런 부상 때문에 슬럼프를 겪는 등 자신이 달고 있던 에이스 넘버를 한때 반납하는 불운을 겪기도 했지만 한편으론 경기에서 보여준 뛰어난 신체 능력으로 프로 야구 각 구단의 스카우트들로부터 높은 평가를 받기도 했다.
1993년, 프로 야구 드래프트 회의에서 세이부 라이온스가 3순위 지명으로 교섭권을 얻어 계약금 5,000만 엔, 연봉 450만 엔(금액은 추정)으로 입단해 등번호는 32번으로 배정되었다. 입단 직후 강한 어깨와 빠른 발을 가진 수비를 갖췄다는 높은 평가를 받으면서 내야수로 전향했고 스위치 히터로서 전향했던 것도 이 시기였다.

### 세이부 라이온스 시절
프로 1년차인 1994년에는 주로 2군에서만 뛰다가 이듬해인 1995년 4월 5일에 본격적인 1군 무대를 밟았고, 프로 3년차인 1996년에 유격수로 선발 포지션을 배정받으면서 리그 2위인 시즌 50개의 도루를 기록, 그 해의 시즌 종료 후 결번이 된 이시게 히로미치가 달았던 등번호 7번을 물려받았다.
1997년에는 프로 데뷔 후 처음으로 3할 대의 타율을 기록함과 동시에 62개의 도루를 기록하면서 도루왕 타이틀을 차지하는 등 팀의 퍼시픽 리그 우승에 기여했고, 같은 해에 열린 올스타전에 출전하면서 1경기 4개의 도루를 기록하는 등 신기록을 수립해 올스타전 MVP를 수상했다. 그 해부터 3년 연속으로 퍼시픽 리그 도루왕을 획득하는 대기록을 세웠고, 이듬해인 1998년에는 시즌 MVP로 선정되는 등 일약 일본 프로 야구계를 대표하는 간판 유격수가 되었다.
수비 범위의 넓이와 어깨의 힘 등 높은 신체 능력을 살린 수비에도 정평이 나있다. 특히 어깨의 힘은 일본인 선수로서는 톱클래스라고 말할 정도로 통상적으로 2루수가 중간 계투에 들어가는 우익수에서의 반구를, 소속팀인 세이부에 한해서는 마쓰이가 대신해서 가고 있던 것이라든가 3루수와 유격수 사이의 깊은 땅볼을 1루에 노스텝으로 송구해 아웃으로 처리하는 화려한 플레이도 많았다. 골든 글러브상을 통산 4차례나 수상을 했지만 당시 평론가였던 오이시 다이지로 등 일부 야구 평론가와 야구 팬들 사이에는 “같은 리그에서 동일한 포지션을 갖고 있는 고사카 마코토와 비교하면 실책이 많기 때문에 견실하고 수비 범위가 넓은 고사카가 수상을 해야 한다”라는 의견도 있었다. 또 마쓰이는 시즌 전 경기에 거의 출전하고 있는 것에 대해 고사카를 수상자로 선정할 수 없었던 연도의 상당수는 출장 경기 수가 마쓰이보다 적었던 것도 또 다른 요인으로 들 수 있었다.
1996년부터 2003년까지 8년 동안 통산 1143경기 연속 출장 기록을 갖고 있을 뿐만 아니라 1997년부터 2003년까지 7년 연속 3할 대의 타율과 시즌 170개 이상의 안타를 기록했다. 2001년에 개인 통산 1000안타를 역대 4위에 해당되는 가장 빠른 기록을 달성하는 위업을 세웠다. 2002년에는 역대 8번째이자 스위치 히터로서는 사상 최초의 트리플 쓰리를 기록했고, 20세기 센추리 베스트 나인에도 선정되는 등 빠른 발, 교타, 장타, 강한 어깨를 가진 수비 플레이를 하는 등 이른바 5툴 플레이어로서 평가를 받기도 했다.
마쓰이는 일본에서 소속 팀의 리그 우승을 4차례(1994년, 1997년, 1998년, 2002년)나 이끈 경험을 갖고는 있었지만 세이부는 일본 시리즈에서 모두 패하는 등 일본 시리즈 우승 경험은 한번도 없었다.
2003년 시즌 종료 후에는 FA권을 행사해 11월 17일 메이저 리그에 진출하겠다는 입장을 밝혔다. 12월 8일에 뉴욕 메츠와 계약에 합의하면서 12월 10일에 3년 간 2010만 달러 + 성과급 지급으로 정식 계약을 맺었다. 등번호는 7번을 희망했지만 당시 팀의 기대주인 호세 레예스가 계속 붙이고 있었기 때문에 무산되기도 했지만 구단으로부터 빈 등번호인 5번과 작년에 신조 쓰요시가 착용했던 25번이 제시되면서 “더하고 7이 된다”라는 이유로 25번으로 배정받았다. 계약에는 마쓰이의 트레이드 거부권이 포함되어 있었다.
한편,  본인(마쓰이)에 앞서 양준혁이 2001년 말 뉴욕 메츠에 입단할 뻔한 두 번째 아시아 타자가 될 예정이었으나 삼성과 4년 계약 맺어 좌절됐는데 양준혁은  해태 시절이던 1999년 시애틀 이적을 타진했지만 그 당시 FA 제도가 시행되기 직전이라 재정적으로 어려웠던 해태 측의 반대로 무산됐다.

### 메이저 리그 시절

#### 뉴욕 메츠 시절
이듬해 2004년 4월 6일 애틀랜타 브레이브스와의 개막전에서 시즌이 시작될 당시에는 “소중한 경기에서의 초구는 치지 않는다”라는 불문율을 알지 못하고 작년에 21승을 올린 상대 투수 러스 오티스로부터 개막전·신인·첫 타석·초 구 홈런(메이저 리그에서는 첫 기록)을 기록했지만 이후 부상으로 인해 타격·수비면에서는 모두 일본 프로 야구 시대에서 상상할 수 없을 정도의 극심한 슬럼프에 빠지기도 했다. 그 때문에 2004년 시즌 개막 당시의 포지션은 유격수였지만 시즌 도중 마쓰이의 이적 직전까지 간판 유격수이자 2루로 수비 위치가 변경되었던 호세 레예스가 본래의 수비 위치로 되돌아 가면서 2루수로 수비 위치가 변경되었다. 그러나 타격 부진과 침체는 그 이후에도 계속되면서 결국 2루수의 자리도 끝까지 지키지 못한 채 시즌을 마감했다.
다음해 2005년 개막전인 신시내티 레즈전에서 작년에 이어 첫 번째 타석에서 솔로 홈런을 때려내 2년 연속 개막전의 첫 타석에서 첫 홈런을 기록했다. 그러나 5월과 6월은 1할 9푼 1리의 낮은 타율을 기록하며 부진에 시달렸고 6월 16일의 오클랜드 애슬레틱스전에서는 2루상에서 제이슨 켄달과 충돌을 일으키는 부상을 당하면서 부상자 명단에 들어갔다. 8월에 복귀한 이후에는 선발에서 제외되었지만 타율 3할 1리, OPS 7할 5푼 9리의 호조를 유지했다. 시즌 종료 후 세이부 시절의 동료였던 구마자와 도루와의 개인 트레이너 계약을 맺으면서 타격과 수비 등 야구의 모든 기본 동작을 확인하는 연습을 실시했다.
2006년에는 스프링 트레이닝 도중 오른쪽 무릎을 다치는 등 마이너 리그에서 시즌 개막을 맞이했다. 이후 메이저 리그로 승격한 첫 경기(vs 샌디에이고 파드리스)에서의 첫 번째 타석에서 일본인으로서는 최초의 런닝 홈런을 기록하는 등 3년 연속 시즌 첫 타석·첫 홈런 기록(메이저 리그에서는 4번째)을 달성했다. 그러나 타율은 2할에 머물 정도의 침체를 겪어 6월 9일에 일라이 마레로와의 1:1 트레이드로 콜로라도 로키스에 이적했다.

#### 콜로라도 로키스 시절

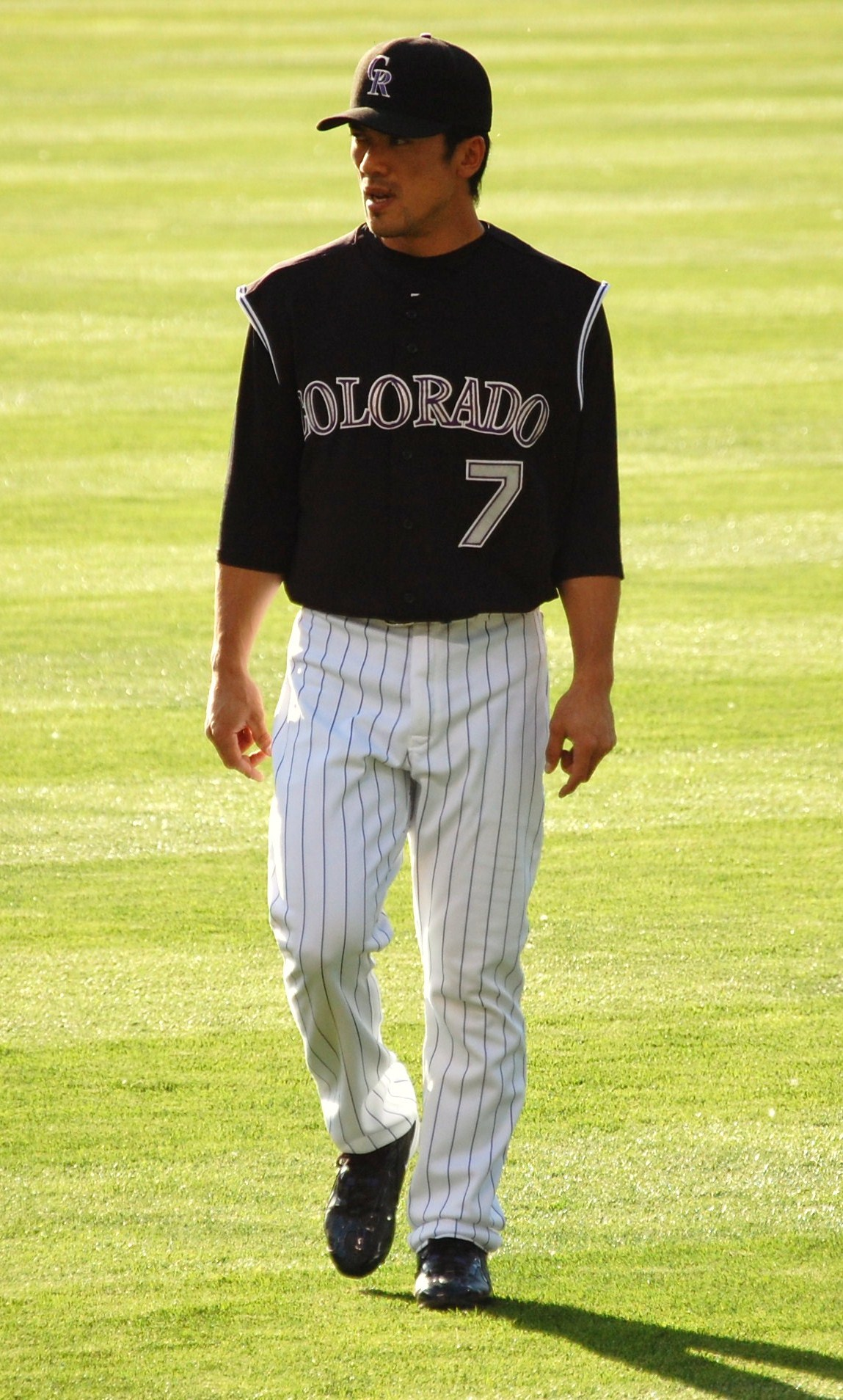
콜로라도 로키스 시절의 마쓰이 가즈오

로키스의 간판 선수인 토드 헬튼과는 1995년 시즌 종료 후에 열린 하와이 윈터 트레이닝의 모두 플레이한 팀메이트였다. 헬튼은 회화야말로 하지 않았지만 마쓰이의 수비(피칭도 포함한다)에 강한 인상을 받았다고 말하고 있다.
로키스 입단 직후에 시즌 종반으로부터 2루수로서 선발 출전하여 32경기의 출전에 3할 4푼 5리의 타율, 2홈런, 19타점, 8개의 도루를 기록하는 등 호조를 유지했다. FA가 되었지만 팀과의 단년 계약을 체결해 잔류를 결정, 150만 달러(약 1억 8,000만 엔)로 타석 수에 따라 최고 100만 달러(약 1억 1800만 엔)의 인센티브를 대했다고 한다(숫자는 현지의 언론이 추정).
그러나 2007년 시즌에는 고질적인 부상에 시달리면서 제이미 캐럴와의 병용도 있어 규정 타석에는 채울 수 없었지만 찬스에 강한 타격이나 빈틈이 없는 주루 플레이를 보여주는 등 시즌 중반 이후에는 2루의 정위치를 거의 수중에 넣었다. 특히 메츠 시절에는 비난의 대상이 된 된 수비에서도 크게 개선되어 도루 개수도 메이저 리그에서는 개인 최다인 32개를 기록(4번의 도루 실패, 도루 성공률은 8할 8푼 9리)하는 등 그의 특색이자 적극성을 많이 발휘할 정도의 무난한 시즌을 보냈다.
팀내 부동의 1번 타자인 윌리 타베라스가 부상으로 이탈당하면서 종반에는 ‘1번·2루수’에 수비 위치를 지켰고, 14승 1패라는 팀의 시즌 종반 성적을 기록하여 팀내 간판 타자로서의 맹활약했을 뿐만 아니라 팀은 와일드카드에 의한 플레이오프 진출을 성공적으로 완수하는 등 리그 우승도 달성했다. 10월 4일에는 역전 만루 홈런을 때려냈다. 이 날 개최지는 필라델피아에서 뉴욕의(메츠 시대의 마쓰이를 알고 있던) 기자도 있었지만, 마쓰이 본인은 경기 직후 “지금은 콜로라도에 있으므로 뉴욕은 이야기할 필요가 없다”라고 말했다.
포스트 시즌에서는 타율 3할 4리, OPS는 8할 4푼 7리의 좋은 성적을 남겨 월드 시리즈에서는 오카지마 히데키와 세이부 시절의 동료였던 마쓰자카 다이스케가 소속된 보스턴 레드삭스와의 대결에서 오카지마가 등판할 당시 타석이 되돌았기 때문에 일본인끼리의 맞대결이 처음으로 실현되기도 했다(결과는 헛스윙 삼진).

#### 휴스턴 애스트로스 시절

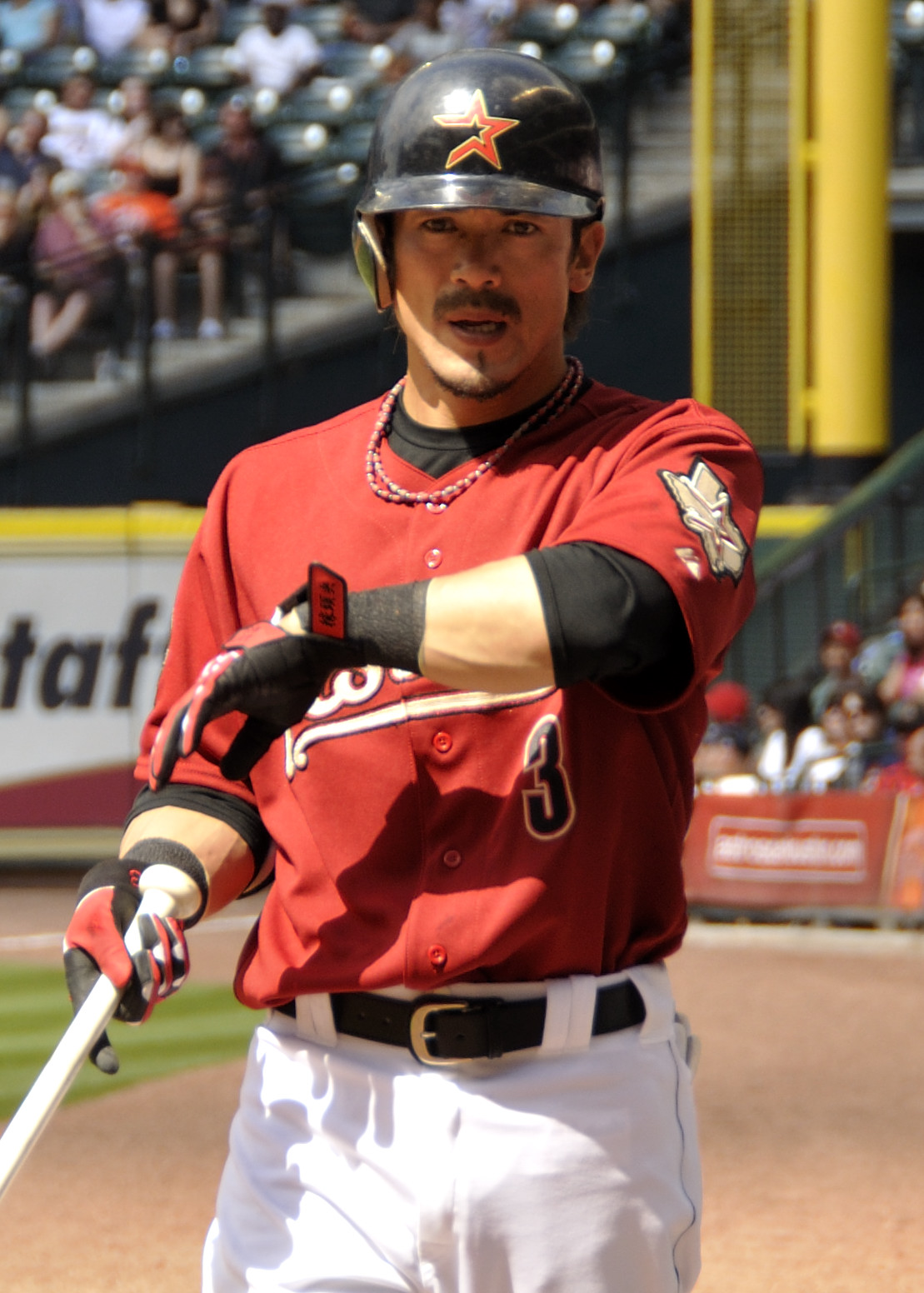
휴스턴 애스트로스 시절의 마쓰이 가즈오 (2010년 4월 11일)

2007년 12월 2일, 휴스턴 애스트로스와 3년간 1,650만 달러(계약금 150만 달러를 포함하고 연봉은 2010년까지 매년 500만 달러)의 계약을 맺으며 입단했다. 같은 해 통산 3000안타를 달성하여 은퇴한 팀내 간판 2루수인 크레이그 비지오의 후계자으로서 기대되었지만 2008년 시즌 개막전에 부상자 명단에 들어간 것을 시작으로 세 차례나 팀 전력에서 이탈당하는 등 출장 경기수는 96경기에 머물렀다. 도루 개수는 작년의 32개에서 20개로 크게 줄어 든 것과 반면에 타율과 출루율은 상승하고 있는 등 평가가 엇갈리는 시즌이 되었다. 그러나 수비면에는 높은 평가를 받으면서 팀내 코칭 스태프들로부터 팀내의 철벽 내야 수비를 담당하는 마쓰이에 대해 높은 평가를 내리기도 했다.
이듬해 2009년 8월 15일(일본 시간 16일), 밀워키 브루어스전에서 일본인 야수로서는 이치로, 마쓰이 히데키에 이어 3번째가 되는 미일 통산 2000안타(일본 통산 1433안타, 미국 통산 567안타)를 달성했다. 마쓰이가 세이부에서 활약할 당시 세이부 감독을 지낸 히가시오 오사무가 이 경기를 관전하면서 경기 종료 후 히가시오로부터 일본 프로 야구 명구회의 블레이저 코트가 수여되었다. 결국 시즌 타율은 2할 5푼에 끝났지만, 출전 경기수, 홈런, 타점은 메이저 리그 이적 후의 개인 최고 기록을 수립했다. 득점권 타율은 3할 2푼 3리로 팀내 3위이자 메이저 리그 6년 동안 최고의 기록을 남겼다. 득점권에 있어서 9할 5푼 2리의 OPS는 2009년 시즌에 일본인 야수로서는 최고치이며, 과거에 규정 타석을 채운 일본인 26명의 메이저 리거를 통틀어 2001년 이치로가 기록한 1.046에 뒤를 이은 두 번째의 기록이다.
2010년은 개막 직후부터 타격 부진에 시달리면서 출전 기회도 감소했다. 5월이 되어서도 타율은 1할 대로 떨어지는 등 결국 20일에 방출 통보를 받았고, 자유 계약 선수가 된 이후인 26일에 콜로라도 로키스 산하 마이너 리그 트리플 A리그 팀인 콜로라도 스프링스 스카이 삭스와 계약을 맺었다. 메이저 리그 승격을 목표로 두었지만 메이저 리그에 승격하는 일도 없이 시즌을 마감했고 이후에 자유 계약 선수가 되었다.

### 도호쿠 라쿠텐 골든이글스 시절
2010년 11월 25일, 도호쿠 라쿠텐 골든이글스가 총액 3억엔의 2년 계약에 합의했다는 것을 발표하면서 8년 만에 일본 야구계에 복귀했고 등번호는 32번으로 결정되었다.
2011년 7월까지는 타율 2할 3푼 5리, 4홈런, OPS 6할 1푼 8리를 기록하여 부진했지만 8월에는 26경기에서의 타율 3할 3푼 3리, 3홈런타, 14타점, OPS 8할 5푼 2리의 활약으로 통산 5번째의 월간 MVP를 수상했다. 그러나 시즌 타율 2할 6푼, 9홈런(팀내에서는 2위), 48타점(팀내 1위 타이), 15도루(팀내 3위) 등의 저조한 성적을 남기면서 뚜렷한 활약을 보여주지 못했다. 그러나 2루타는 34개를 기록하며 리그 1위를 나타냈고, 도루 부문에서는 도루 성공률이 8할 대의 이상을 기록했다. 시즌 종료 후에는 등번호가 세이부, 콜로라도 로키스 시절에 착용했던 7번으로 변경되었다.
2012년 2월 3일, 라쿠텐의 2대 주장으로 지명되었다.

## 상세 정보

### 출신 학교

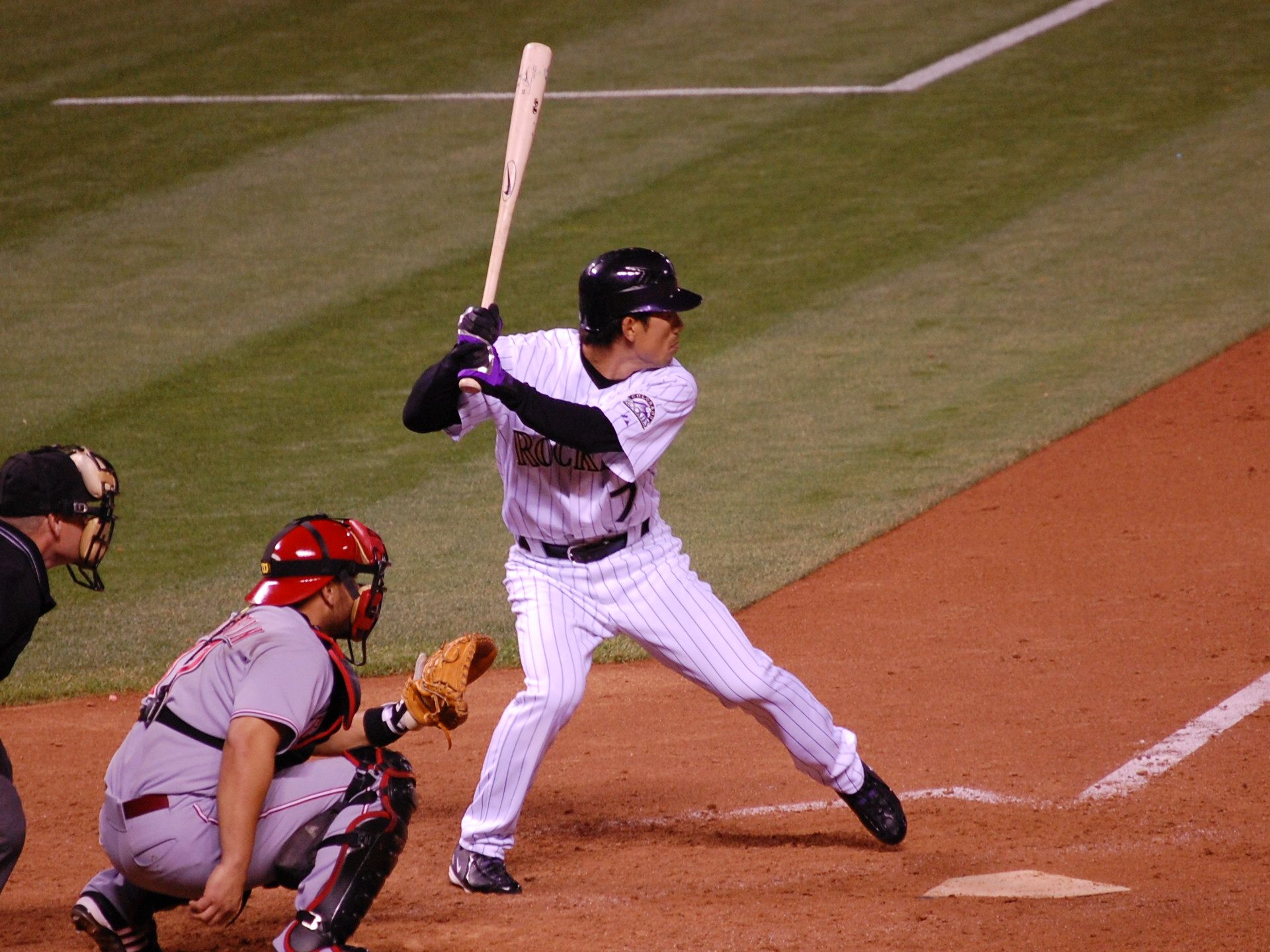
콜로라도 로키스 시절 타석에서의 마쓰이 가즈오(2007년)

- PL가쿠엔 고등학교

### 선수 경력
NPB
- 세이부 라이온스(1994년 ~ 2003년)
- 도호쿠 라쿠텐 골든이글스(2011년 ~ 2017년)
- 사이타마 세이부 라이온스(2018년)

MLB
- 뉴욕 메츠(2004년 ~ 2006년)
- 콜로라도 로키스(2006년 ~ 2007년)
- 휴스턴 애스트로스(2008년 ~ 2010년)

국가 대표 경력
- 2013년 월드 베이스볼 클래식 일본 국가대표

### 지도자 경력
- 사이타마 세이부 라이온스 플레잉 코치 겸 기술 코치(2018년)
- 사이타마 세이부 라이온스 2군 감독(2019년 ~ 2021년)
- 사이타마 세이부 라이온스 1군 수석코치(2022년)
- 사이타마 세이부 라이온스 감독(2023년 ~ )

### 수상·타이틀 경력

#### 타이틀
- 도루왕: 3회(1997년 ~ 1999년)
- 최다 안타: 2회(1999년, 2002년)

#### 수상
- MVP: 1회(1998년)
- 베스트 나인: 7회(1997년 ~ 2003년) ※7년 연속 수상은 유격수로서의 최장 기록, 수상 횟수도 유격수로는 퍼시픽 리그 최다 기록이며 역대 공동 2위
- 골든 글러브상: 4회(1997년, 1998년, 2002년, 2003년)
- 월간 MVP: 6회 (1996년 9월, 1999년 9월, 2002년 6월, 2002년 9월, 2011년 8월, 2014년 8월) ※야수 부문
- 퍼시픽 리그 연맹 특별 수상: 2회(특별상: 2002년, 공로상: 2018년)
- 월간 끝내기상: 2회(2012년 9월, 2014년 9월)
- ‘조지아 혼’상: 1회(2011년도 제6회)
- 올스타전 MVP: 2회(1997년 1차전, 2001년 1차전)
- 일본 시리즈 감투상: 1회(1997년)
- 센추리 베스트 나인(유격수)
- 호치 프로 스포츠 대상: 2회(1997년, 2002년)
- 미일 야구 2002 시리즈 감투상 (2002년)

### 주요 기록

#### 첫 기록(NPB)
- 첫 출장: 1995년 4월 5일, 대 긴테쓰 버펄로스 2차전(후지이데라 구장), 8회말에 다나베 노리오를 대신해 유격수로서 출장
- 첫 타석·첫 안타·첫 타점: 1995년 4월 9일, 대 닛폰햄 파이터스 3차전(세이부 라이온스 구장), 8회말에 시바쿠사 히로시로부터
- 첫 선발 출장: 1995년 4월 23일, 대 닛폰햄 파이터스 6차전(도쿄 돔), 9번·유격수로서 선발 출장
- 첫 도루: 1995년 5월 7일, 대 후쿠오카 다이에 호크스 7차전(세이부 라이온스 구장), 7회말에 2루 안착(투수: 사이토 마나부, 포수: 야스다 히데유키)
- 첫 2루타: 1995년 7월 23일, 대 지바 롯데 마린스 17차전(세이부 라이온스 구장), 5회말에 에릭 힐만으로부터
- 첫 홈런: 1995년 8월 20일, 대 긴테쓰 버펄로스 20차전(세이부 라이온스 구장), 4회말에 사카이 히로키로부터

#### 기록 달성 경력(NPB)
- 통산 1000안타: 2001년 7월 8일, 대 오릭스 블루웨이브 18차전(그린 스타디움 고베), 6회초에 다무라 쓰토무로부터 2점 적시타 ※역대 205번째
- 통산 100홈런: 2002년 7월 21일, 대 오사카 긴테쓰 버펄로스 15차전(오사카 돔), 1회초에 선두 타자로서 다카무라 히로시로부터 좌중간 홈런을 기록 ※역대 222번째
- 통산 1000경기 출장: 2002년 9월 15일, 대 오사카 긴테쓰 버펄로스 27차전(오사카 돔), 1번·유격수로서 선발 출장 ※역대 381번째
- 통산 300도루: 2003년 8월 3일, 대 홋카이도 닛폰햄 파이터스 21차전(세이부 돔), 1회말에 2루 안착(투수: 세키네 히로유키, 포수: 다카하시 신지) ※역대 24번째
- 통산 150홈런: 2003년 10월 4일, 대 지바 롯데 마린스 27차전(지바 마린 스타디움), 2회초에 고바야시 히로유키로부터 2점 홈런 ※역대 132번째
- 통산 1500안타: 2011년 7월 26일, 대 후쿠오카 소프트뱅크 호크스 13차전(후쿠오카 Yahoo! JAPAN 돔), 6회초에 D.J. 홀튼으로부터 중전 안타 ※역대 109번째[10]
- 통산 300개의 2루타: 2011년 10월 1일, 대 오릭스 버펄로스 23차전(교세라 돔 오사카), 1회초에 기사누키 히로시로부터 우중간 2루타 ※역대 57번째
- 통산 1500경기 출장: 2013년 8월 30일, 대 후쿠오카 소프트뱅크 호크스 18차전(후쿠오카 야후오쿠! 돔), 7번·유격수로서 선발 출장 ※역대 180번째
- 통산 350개의 2루타：2013년 9월 18일, 대 후쿠오카 소프트뱅크 호크스 22차전(클리넥스 스타디움 미야기), 5회말에 다케다 쇼타로부터 우중간 2루타 ※역대 38번째
- 통산 1000삼진：2014년 4월 26일, 대 오릭스 버펄로스 5차전(호토모토 필드 고베), 7회초에 도메이 다이키로부터 헛스윙 삼진 ※역대 55번째
- 통산 3000루타：2015년 4월 11일, 대 오릭스 버펄로스 2차전(라쿠텐 kobo 스타디움 미야기), 4회말에 브라이언 벌링턴으로부터 중전안타 ※역대 54번째
- 통산 350도루：2015년 5월 27일, 대 한신 타이거스 2차전(한신 고시엔 구장), 3회초에 2루 안착(투수: 후지나미 신타로, 포수: 쓰루오카 가즈나리） ※역대 18번째
- 통산 1000득점：2015년 5월 28일, 대 한신 타이거스 3차전(한신 고시엔 구장), 1회초에 고토 미쓰타카의 좌전안타 때 생환한 기록 ※역대 40번째
- 통산 2000안타：2015년 7월 28일, 대 후쿠오카 소프트뱅크 호크스 12차전(아키타 현립 야구장), 1회말에 나카타 겐이치로부터 중전안타 ※역대 46번째
- 통산 400 2루타 : 2015년 8월 14일, 대 홋카이도 닛폰햄 파이터스 22차전(라쿠텐 Kobo 스타디움 미야기), 2회말에 요시카와 미쓰오로부터 좌익선상 2루타 ※역대 12번째(1755경기째에서의 달성은 역대 최고 속도)
- 통산 200홈런 : 2017년 4월 23일, 대 후쿠오카 소프트뱅크 호크스 5차전(후쿠오카 야후오쿠! 돔), 6회초에 가지야 렌으로부터 좌월 솔로 홈런 ※역대 100번째[11]

#### 기타
- 올스타전 출장: 7회(1997년 ~ 2003년)
- 트리플 쓰리: 1회(2002년)[12]
- 사이클링 안타: 1회(2000년 6월 7일, 대 오사카 긴테쓰 버펄로스 전, 세이부 돔) ※역대 51번째
- 7년 연속 시즌 150안타 이상(1997년 ~ 2003년) ※역대 1위
- 시즌 170안타 이상: 7회(1997년 ~ 2003년) ※역대 1위
- 시즌 첫회 선두 타자 홈런: 7개(2002년, 2003년) ※역대 7위 타이
- 시즌 끝내기 홈런: 3개(2002년) ※퍼시픽 리그 타이 기록
- 2경기 연속 끝내기 홈런 ※역대 7번째(퍼시픽 리그 역대 2번째)
  - 2002년 5월 9일, 대 오릭스 블루웨이브 6차전(세이부 돔), 9회말에 하기와라 준으로부터 좌월 솔로 홈런
  - 2002년 5월 10일, 대 오릭스 블루웨이브 7차전(세이부 돔), 10회말에 이마무라 후미아키로부터 좌중간에 2점 홈런
- 좌우 양타석 홈런: 3회(2000년 9월 12일, 2001년 8월 20일, 2003년 8월 1일)
- 시즌 3루타: 13개(1997년) ※역대 5위 타이
- 시즌 장타: 88개(2002년) ※일본 프로 야구 기록
- 시즌 안타: 193개(2002년) ※역대 5위 타이
- 시즌 득점: 119점(2002년) ※역대 9위 타이
- 시즌 루타: 349개(2002년) ※역대 4위
- 시즌 도루 성공률 100%(2001년)
- 시즌 전 경기 출장: 8회(1996년 ~ 2003년)[13]
- 일본 통산 1143경기 연속 출장(1995년 7월 22일 ~ 2003년 10월 5일) ※퍼시픽 리그 기록.
- 미일 통산 2000안타(2009년 8월 15일, 대 밀워키 브루어스 전의 첫 타석에서 달성)[14]

### 등번호
- 32(1994년 ~ 1996년, 2011년)
- 7(1997년 ~ 2003년, 2007년, 2012년 ~ 2018년)
- 25(2004년 ~ 2006년 시즌 도중)
- 16(2006년 시즌 도중 ~ 2010년 시즌 종료)
- 3(2008년 ~ 2010년)
- 77(2019년 ~ )

### 연도별 타격 성적
| 연 도     | 소 속     | 경 기 | 타 석 | 타 수 | 득 점 | 안 타 | 2 루 타 | 3 루 타 | 홈 런 | 루 타 | 타 점 | 도 루 | 도 루 자 | 희 생 번 | 희 생 플 | 볼 넷 | 고 4 | 사 구 | 삼 진 | 병 살 타 | 타 율 | 출 루 율 | 장 타 율 | O P S |
| --------- | --------- | ----- | ----- | ----- | ----- | ----- | ------- | ------- | ----- | ----- | ----- | ----- | -------- | -------- | -------- | ----- | ---- | ----- | ----- | -------- | ----- | -------- | -------- | ----- |
| 1995년    | 세이부    | 69    | 219   | 204   | 25    | 45    | 9       | 1       | 2     | 62    | 15    | 21    | 1        | 7        | 1        | 7     | 0    | 0     | 26    | 4        | .221  | .245     | .304     | .549  |
| 1996년    | 세이부    | 130   | 518   | 473   | 51    | 134   | 22      | 5       | 1     | 169   | 29    | 50    | 9        | 26       | 2        | 14    | 0    | 3     | 93    | 2        | .283  | .307     | .357     | .664  |
| 1997년    | 세이부    | 135   | 645   | 576   | 91    | 178   | 23      | 13      | 7     | 248   | 63    | 62    | 15       | 18       | 2        | 44    | 5    | 5     | 89    | 4        | .309  | .362     | .431     | .793  |
| 1998년    | 세이부    | 135   | 641   | 575   | 92    | 179   | 38      | 5       | 9     | 254   | 58    | 43    | 14       | 6        | 4        | 55    | 9    | 1     | 89    | 10       | .311  | .370     | .442     | .812  |
| 1999년    | 세이부    | 135   | 609   | 539   | 87    | 178   | 29      | 4       | 15    | 260   | 67    | 32    | 7        | 8        | 6        | 56    | 7    | 0     | 75    | 7        | .330  | .389     | .482     | .872  |
| 2000년    | 세이부    | 135   | 611   | 550   | 99    | 177   | 40      | 11      | 23    | 308   | 90    | 26    | 3        | 6        | 7        | 46    | 5    | 2     | 60    | 8        | .322  | .372     | .560     | .932  |
| 2001년    | 세이부    | 140   | 613   | 552   | 94    | 170   | 28      | 2       | 24    | 274   | 76    | 26    | 0        | 4        | 5        | 46    | 2    | 6     | 83    | 13       | .308  | .365     | .496     | .861  |
| 2002년    | 세이부    | 140   | 651   | 582   | 119   | 193   | 46      | 6       | 36    | 359   | 87    | 33    | 11       | 9        | 3        | 53    | 6    | 4     | 112   | 3        | .332  | .389     | .617     | 1.006 |
| 2003년    | 세이부    | 140   | 655   | 587   | 104   | 179   | 36      | 4       | 33    | 322   | 84    | 13    | 10       | 3        | 6        | 55    | 6    | 4     | 124   | 4        | .305  | .365     | .549     | .914  |
| 2004년    | NYM       | 114   | 509   | 460   | 65    | 125   | 32      | 2       | 7     | 182   | 44    | 14    | 3        | 5        | 2        | 40    | 4    | 2     | 97    | 3        | .272  | .331     | .396     | .727  |
| 2005년    | NYM       | 87    | 295   | 267   | 31    | 68    | 9       | 4       | 3     | 94    | 24    | 6     | 1        | 5        | 4        | 14    | 1    | 5     | 43    | 2        | .255  | .300     | .352     | .652  |
| 2006년    | NYM       | 38    | 139   | 130   | 10    | 26    | 6       | 0       | 1     | 35    | 7     | 2     | 0        | 3        | 0        | 6     | 1    | 0     | 19    | 1        | .200  | .235     | .269     | .505  |
| 2006년    | COL       | 32    | 126   | 113   | 22    | 39    | 6       | 3       | 2     | 57    | 19    | 8     | 1        | 1        | 2        | 10    | 0    | 0     | 27    | 0        | .345  | .392     | .504     | .896  |
| '06 소계  | COL       | 70    | 265   | 243   | 32    | 65    | 12      | 3       | 3     | 92    | 26    | 10    | 1        | 4        | 2        | 16    | 1    | 0     | 46    | 1        | .267  | .310     | .379     | .689  |
| 2007년    | COL       | 104   | 453   | 410   | 84    | 118   | 24      | 6       | 4     | 166   | 37    | 32    | 4        | 8        | 1        | 34    | 1    | 0     | 69    | 1        | .288  | .342     | .405     | .746  |
| 2008년    | HOU       | 96    | 422   | 375   | 58    | 110   | 26      | 3       | 6     | 160   | 33    | 20    | 5        | 7        | 3        | 37    | 0    | 0     | 53    | 3        | .293  | .354     | .427     | .781  |
| 2009년    | HOU       | 132   | 533   | 476   | 56    | 119   | 20      | 2       | 9     | 170   | 46    | 19    | 3        | 16       | 4        | 34    | 2    | 3     | 85    | 4        | .250  | .302     | .357     | .659  |
| 2010년    | HOU       | 27    | 78    | 71    | 4     | 10    | 1       | 0       | 0     | 11    | 1     | 1     | 1        | 2        | 0        | 4     | 0    | 1     | 10    | 0        | .141  | .197     | .155     | .352  |
| 2011년    | 라쿠텐    | 139   | 572   | 538   | 51    | 140   | 34      | 2       | 9     | 205   | 48    | 15    | 3        | 4        | 3        | 26    | 0    | 1     | 94    | 8        | .260  | .294     | .381     | .675  |
| 2012년    | 라쿠텐    | 106   | 433   | 402   | 55    | 107   | 22      | 4       | 9     | 164   | 43    | 14    | 3        | 3        | 1        | 26    | 3    | 1     | 55    | 6        | .266  | .312     | .408     | .720  |
| 2013년    | 라쿠텐    | 125   | 497   | 448   | 55    | 111   | 26      | 2       | 11    | 174   | 58    | 1     | 1        | 2        | 4        | 40    | 2    | 3     | 85    | 4        | .248  | .311     | .388     | .700  |
| 2014년    | 라쿠텐    | 128   | 488   | 444   | 57    | 129   | 32      | 3       | 8     | 191   | 46    | 9     | 0        | 2        | 5        | 36    | 0    | 1     | 78    | 9        | .291  | .342     | .430     | .772  |
| 2015년    | 라쿠텐    | 126   | 501   | 445   | 52    | 114   | 17      | 1       | 10    | 163   | 48    | 14    | 2        | 7        | 3        | 43    | 3    | 3     | 82    | 7        | .256  | .324     | .366     | .690  |
| 2016년    | 라쿠텐    | 56    | 179   | 160   | 19    | 34    | 6       | 1       | 2     | 48    | 13    | 3     | 0        | 0        | 1        | 17    | 1    | 1     | 42    | 5        | .213  | .291     | .300     | .591  |
| 2017년    | 라쿠텐    | 44    | 83    | 76    | 6     | 16    | 2       | 1       | 2     | 26    | 10    | 0     | 1        | 0        | 0        | 6     | 0    | 1     | 23    | 1        | .211  | .277     | .342     | .619  |
| 2018년    | 세이부    | 30    | 41    | 39    | 8     | 6     | 1       | 0       | 0     | 7     | 2     | 1     | 0        | 0        | 0        | 2     | 0    | 0     | 10    | 1        | .154  | .195     | .179     | .375  |
| NPB: 17년 | NPB: 17년 | 1913  | 7956  | 7190  | 1065  | 2090  | 411     | 65      | 201   | 3234  | 837   | 363   | 80       | 105      | 53       | 572   | 49   | 36    | 1220  | 96       | .291  | .344     | .450     | .793  |
| MLB: 7년  | MLB: 7년  | 630   | 2555  | 2302  | 330   | 615   | 124     | 20      | 32    | 875   | 211   | 102   | 18       | 47       | 16       | 179   | 9    | 11    | 403   | 14       | .267  | .321     | .380     | .701  |

- 굵은 글씨는 시즌 최고 성적.

### 연도별 타격 성적 소속 리그내에서의 순위
| 연 도 | 기 구 | 리 그       | 안 타 | 2 루 타 | 3 루 타 | 홈 런 | 타 점 | 도 루 |
| ----- | ----- | ----------- | ----- | ------- | ------- | ----- | ----- | ----- |
| 1995  | NPB   | 퍼시픽 리그 | -     | -       | -       | -     | -     | 4위   |
| 1996  | NPB   | 퍼시픽 리그 | 7위   | -       | 3위     | -     | -     | 2위   |
| 1997  | NPB   | 퍼시픽 리그 | 2위   | -       | 1위     | -     | -     | 1위   |
| 1998  | NPB   | 퍼시픽 리그 | 2위   | 2위     | 3위     | -     | -     | 1위   |
| 1999  | NPB   | 퍼시픽 리그 | 1위   | 7위     | 5위     | -     | -     | 1위   |
| 2000  | NPB   | 퍼시픽 리그 | 2위   | 1위     | 1위     | 10위  | 8위   | 2위   |
| 2001  | NPB   | 퍼시픽 리그 | 6위   | -       | -       | -     | -     | 5위   |
| 2002  | NPB   | 퍼시픽 리그 | 1위   | 1위     | 1위     | 4위   | 6위   | 2위   |
| 2003  | NPB   | 퍼시픽 리그 | 3위   | 5위     | 8위     | 4위   | -     | 9위   |
| 2004  | MLB   | 내셔널 리그 | -     | -       | -       | -     | -     | -     |
| 2005  | MLB   | 내셔널 리그 | -     | -       | -       | -     | -     | -     |
| 2006  | MLB   | 내셔널 리그 | -     | -       | -       | -     | -     | -     |
| 2007  | MLB   | 내셔널 리그 | -     | -       | -       | -     | -     | 9위   |
| 2008  | MLB   | 내셔널 리그 | -     | -       | -       | -     | -     | -     |
| 2009  | MLB   | 내셔널 리그 | -     | -       | -       | -     | -     | -     |
| 2010  | MLB   | 내셔널 리그 | -     | -       | -       | -     | -     | -     |
| 2011  | NPB   | 퍼시픽 리그 | -     | 1위     | -       | -     | -     | -     |
| 2012  | NPB   | 퍼시픽 리그 | -     | -       | 7위     | -     | -     | 10위  |
| 2013  | NPB   | 퍼시픽 리그 | -     | 10위    | -       | -     | -     | -     |
| 2014  | NPB   | 퍼시픽 리그 | -     | 3위     | -       | -     | -     | -     |
| 2015  | NPB   | 퍼시픽 리그 | -     | -       | -       | -     | -     | 10위  |
| 2016  | NPB   | 퍼시픽 리그 | -     | -       | -       | -     | -     | -     |
| 2017  | NPB   | 퍼시픽 리그 | -     | -       | -       | -     | -     | -     |
| 2018  | NPB   | 퍼시픽 리그 | -     | -       | -       | -     | -     | -     |

- ‘-’는 10위 미만